# Marbre de Céret
Le marbre de Céret est un marbre de couleur blanche souvent teinté de gris issu de carrières situées à Céret, dans l'Est des Pyrénées.

## Géologie et carrières
Du point de vue géologique, le Bureau de recherches géologiques et minières (BRGM) indique que « il s’agit d’un marbre saccharoïde   appartenant   à   la   formation   géologique   des   Calcaires,   marbres calcaires  et  dolomitiques  d’âge  Cambro-ordovicien,  affleurant  sous  forme  de lentilles au sud de Céret ».

## Historique
Ce marbre a peut-être été utilisé durant l'antiquité et le haut Moyen Âge, mais sa principale période d'exploitation est comprise entre le XIIe et le XVe siècle, essentiellement dans les comarques du Vallespir et du Roussillon.

## Utilisation
Le portail de l'église Sainte-Marie de Brouilla daté du milieu du XIIe siècle.

Sainte-Marie de Brouilla
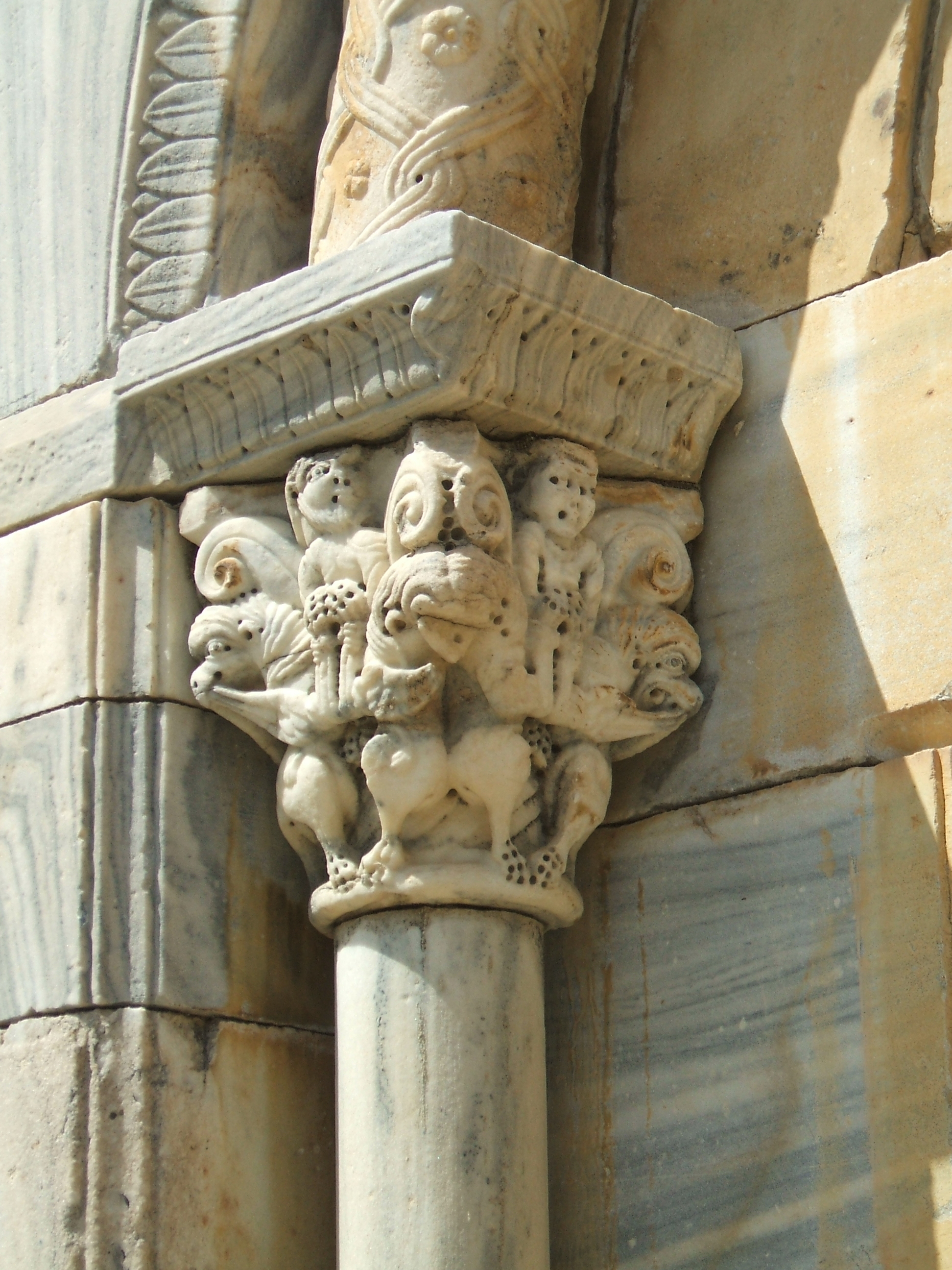
Chapiteau de gauche.
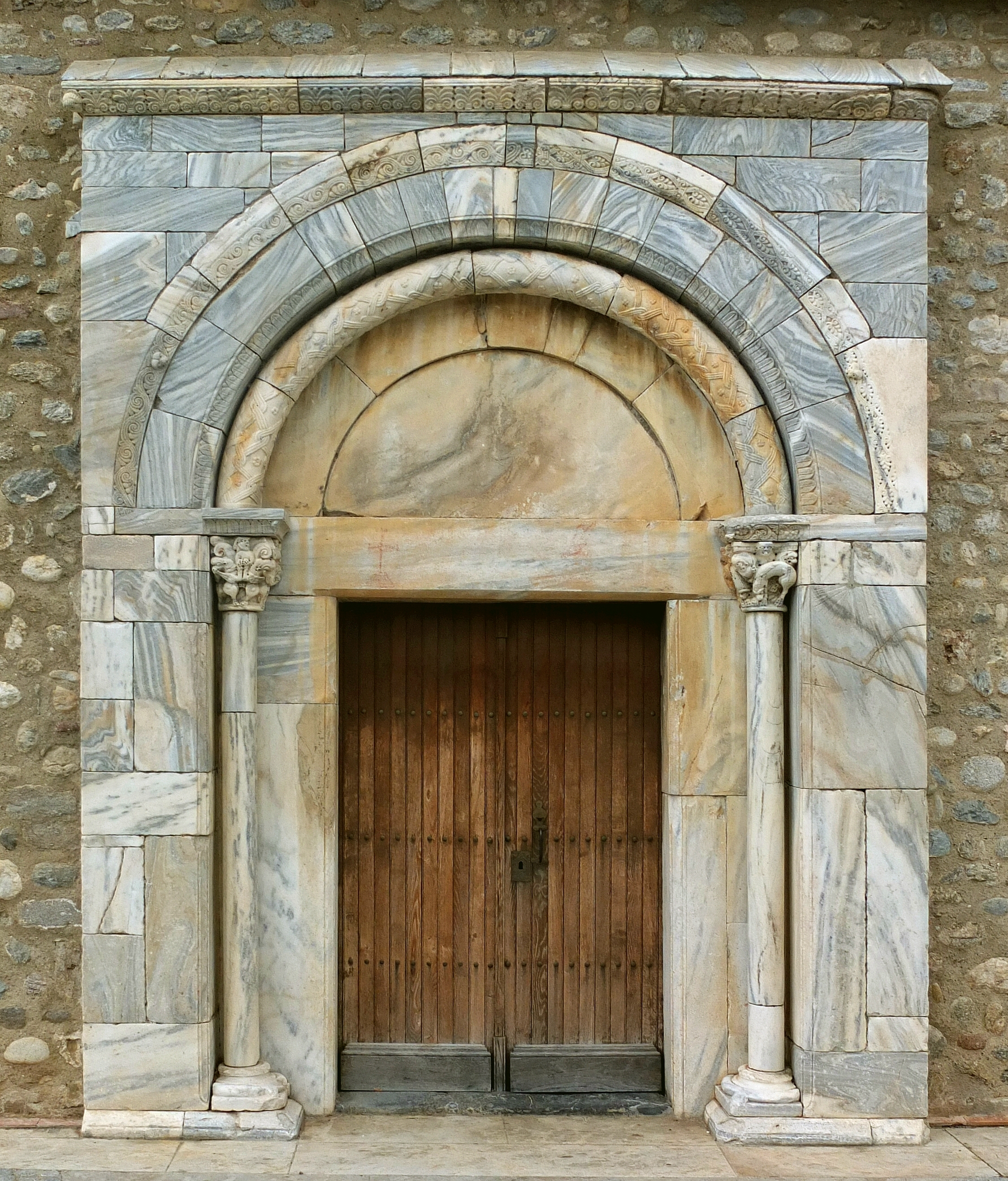
Vue d'ensemble du portail.
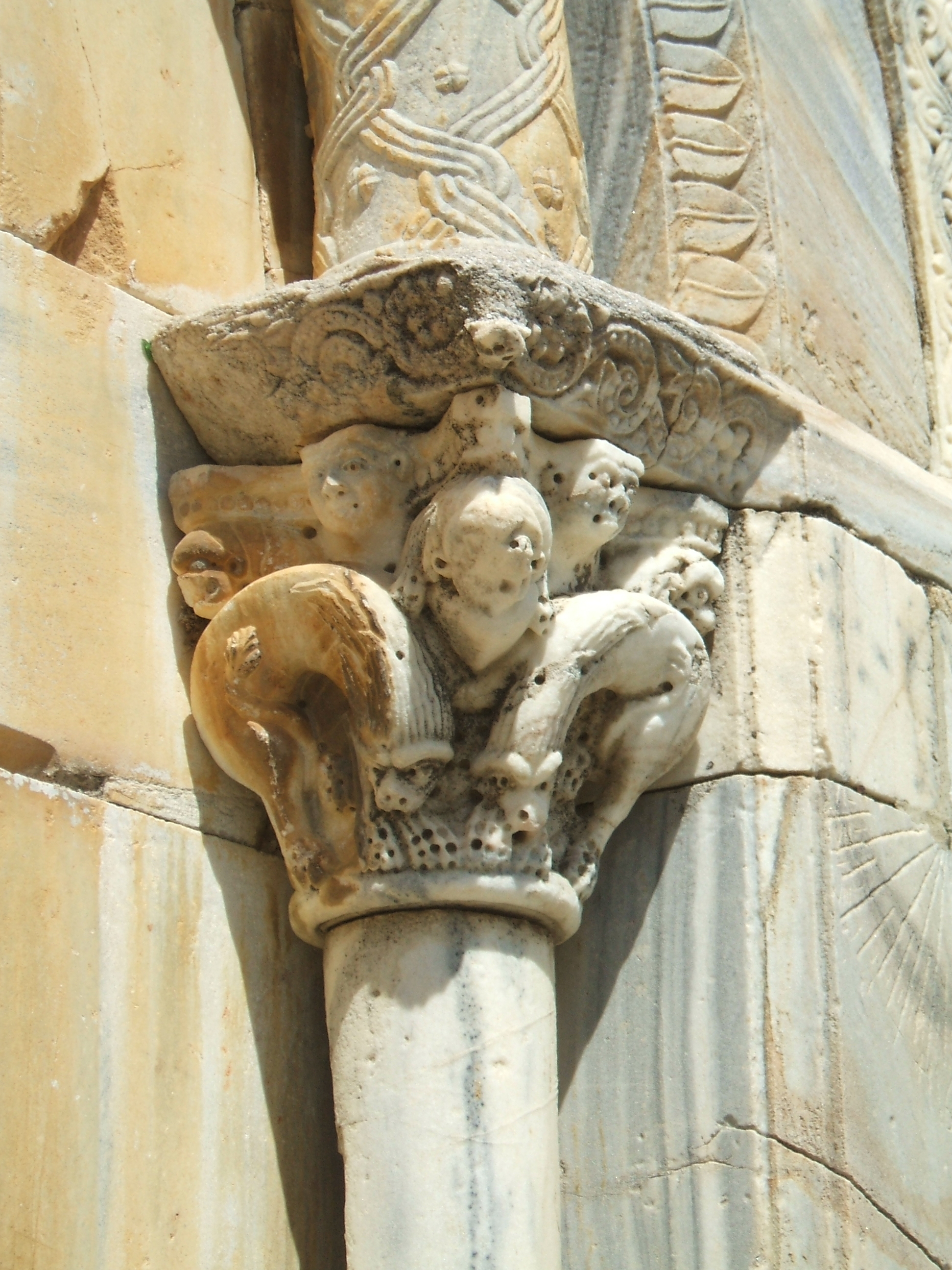
Chapiteau de droite.

Le portail du couvent des Carmes de Perpignan est constitué de plusieurs pierres, en majorité de marbre de Villefranche-de-Conflent. Mais ces corniches décorées de griffons, les éléments qui encadrent  les chapiteaux faits en pierre de Baixas, ainsi que les colonnettes et rouleaux intégrés dans les voussures, sont en marbre de Céret.

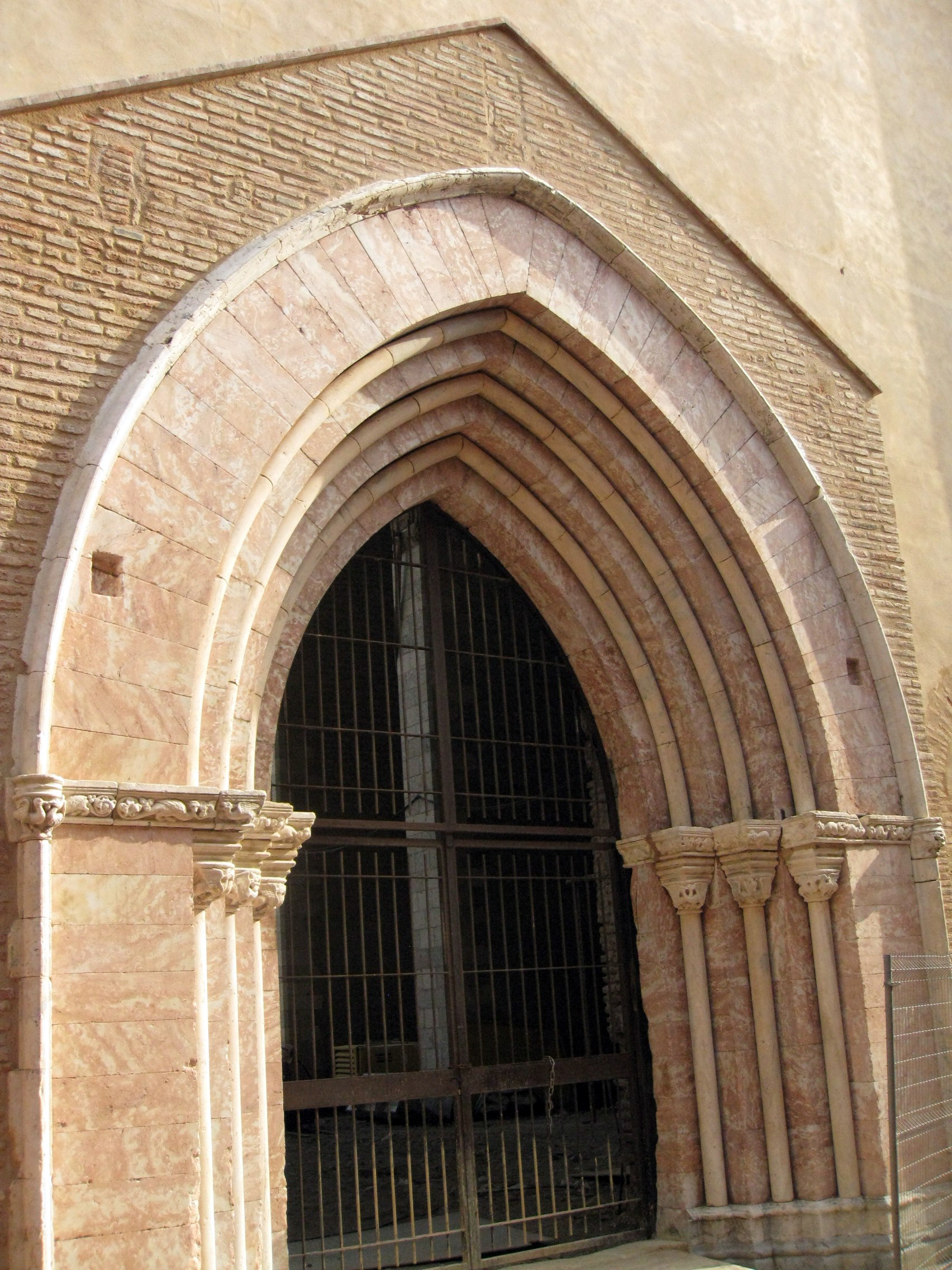
Portail du couvent des Carmes de Perpignan.